# Apodemia langei
Apodemia langei är en fjärilsart som beskrevs av Comstock 1939. Apodemia langei ingår i släktet Apodemia och familjen Riodinidae. Inga underarter finns listade i Catalogue of Life.